# Красный Источник
Красный Источник — поселок в Мглинском районе Брянской области в составе Симонтовского сельского поселения.

## География
Находится в северо-западной части Брянской области на расстоянии приблизительно 1 км на северо-запад по прямой от районного центра города Мглин.

## История
Упоминался с 1930-х годов. В 1970 году к посёлку были присоединены посёлки Восток и Заря. На карте 1941 года отмечен был как поселение с 20 дворами.

## Население
Численность населения: 180 человек (1970 год), 109 (русские 100 %) в 2002 году, 97 в 2010.